# Área de juventud de Izquierda Unida
La Red de Jóvenes de Izquierda Unida (Llamada coloquialmente Jóvenes IU o JIU) es la organización juvenil de la formación política Izquierda Unida. Se divide en 16 federaciones territoriales. Se identifican con el objetivo de Izquierda Unida de transformar el sistema desde una propuesta anticapitalista fundada en la aplicación de los Derechos Humanos y los principios de justicia, desde la igualdad, la solidaridad y el ecologismo.
Entre los objetivos del Área se encuentra aglutinar las diferentes luchas de la juventud trabajadora, estudiantes, mujeres jóvenes, la juventud que emigra, el ecologismo y los jóvenes LGTBIQ+.
En su web resumen brevemente los terrenos en los que se centran su activismo político:
"Desde el área de juventud de IU participamos de las asambleas del movimiento estudiantil por una educación pública, laica, gratuita y de calidad; defendemos los derechos de la juventud en materia laboral, en el acceso a una vivienda y contra el paro y la precariedad juvenil, participando también de las luchas feministas y lgtb por la igualdad real, de las luchas ecologista contra la destrucción de los ecosistemas y el Planeta, contra el racismo y cualquier discriminación... en definitiva, intentamos construir un movimiento juvenil que abogue por un nuevo modelo de sociedad, que sea justa e igualitaria, donde lo primero sean las personas y no los beneficios, donde el Estado sirva a la ciudadanía y no a los mercados: luchando por una verdadera democracia en una República federal, laica y solidaria que asegure todos los derechos para todas y todos."
Desde que comenzase la crisis en España, tanto Izquierda Unida como su área de juventud han conformado una fuerte oposición contra medidas de recortes y la modificaciones de varias leyes fundamentales, como el Estatuto de los trabajadores, por parte de los gobiernos del PP y PSOE. El área de Juventud de IU ha puesto especial énfasis en luchar contra subidas de tasas universitarias, la precariedad laboral, la emigración juvenil y todo aquello que afectase directamente a la juventud española.